# Place Victor-Hugo (Saint-Denis)
Pour les articles homonymes, voir Place Victor-Hugo.
La place Victor-Hugo est une voie de communication de Saint-Denis, en Seine-Saint-Denis, en France.

## Situation et accès
Elle se situe à l'intersection de la rue de la Légion-d'Honneur, de la rue de la République, de la rue Jean-Jaurès et de la rue de la Boulangerie, et comprend le parvis de la basilique.

## Origine du nom

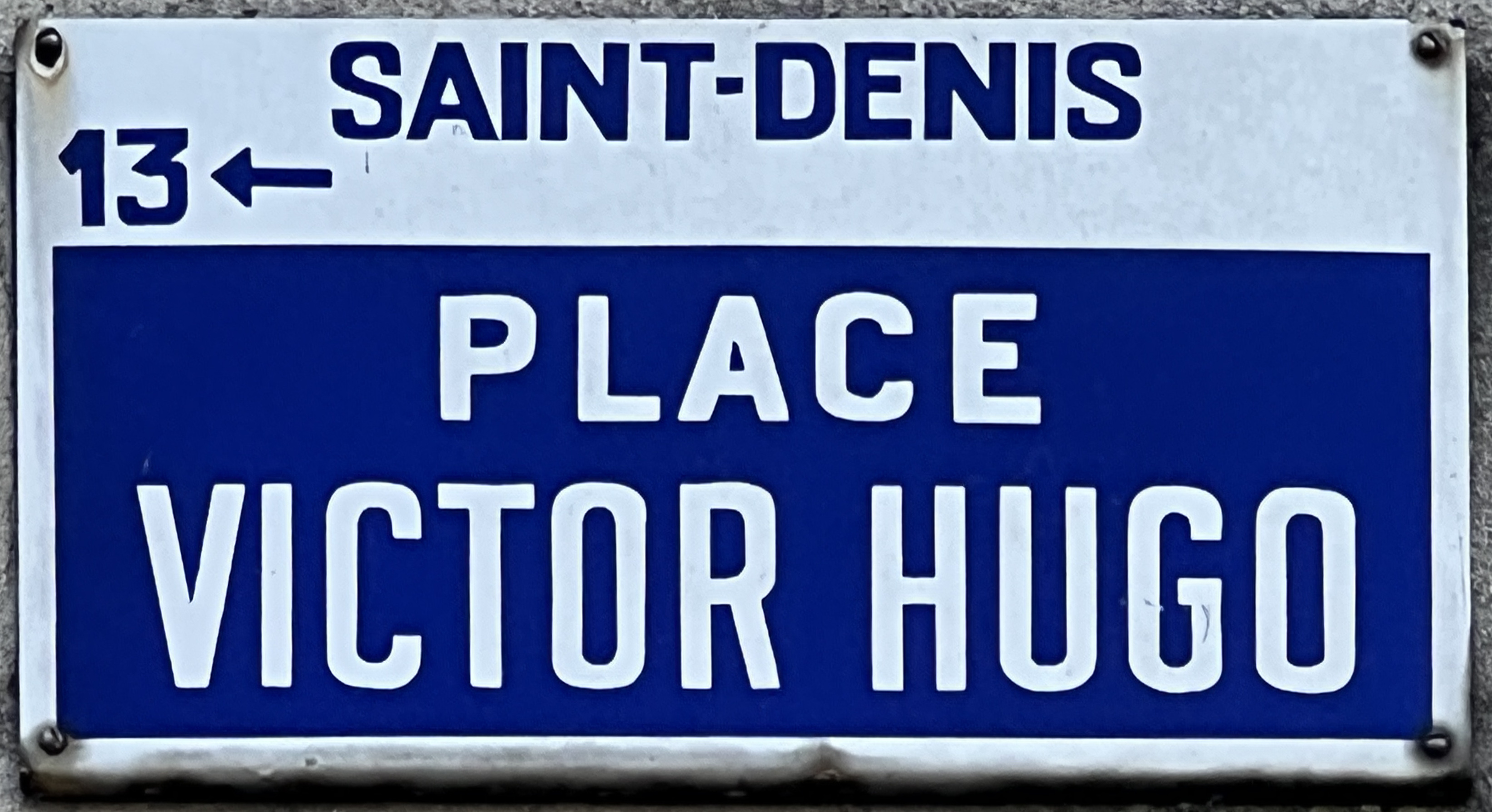
Plaque « Place Victor Hugo », 2022.

Le nom de cette place rend hommage à Victor Hugo, poète, intellectuel engagé qui eut un rôle idéologique majeur dans la littérature française du XIXe siècle.

## Historique

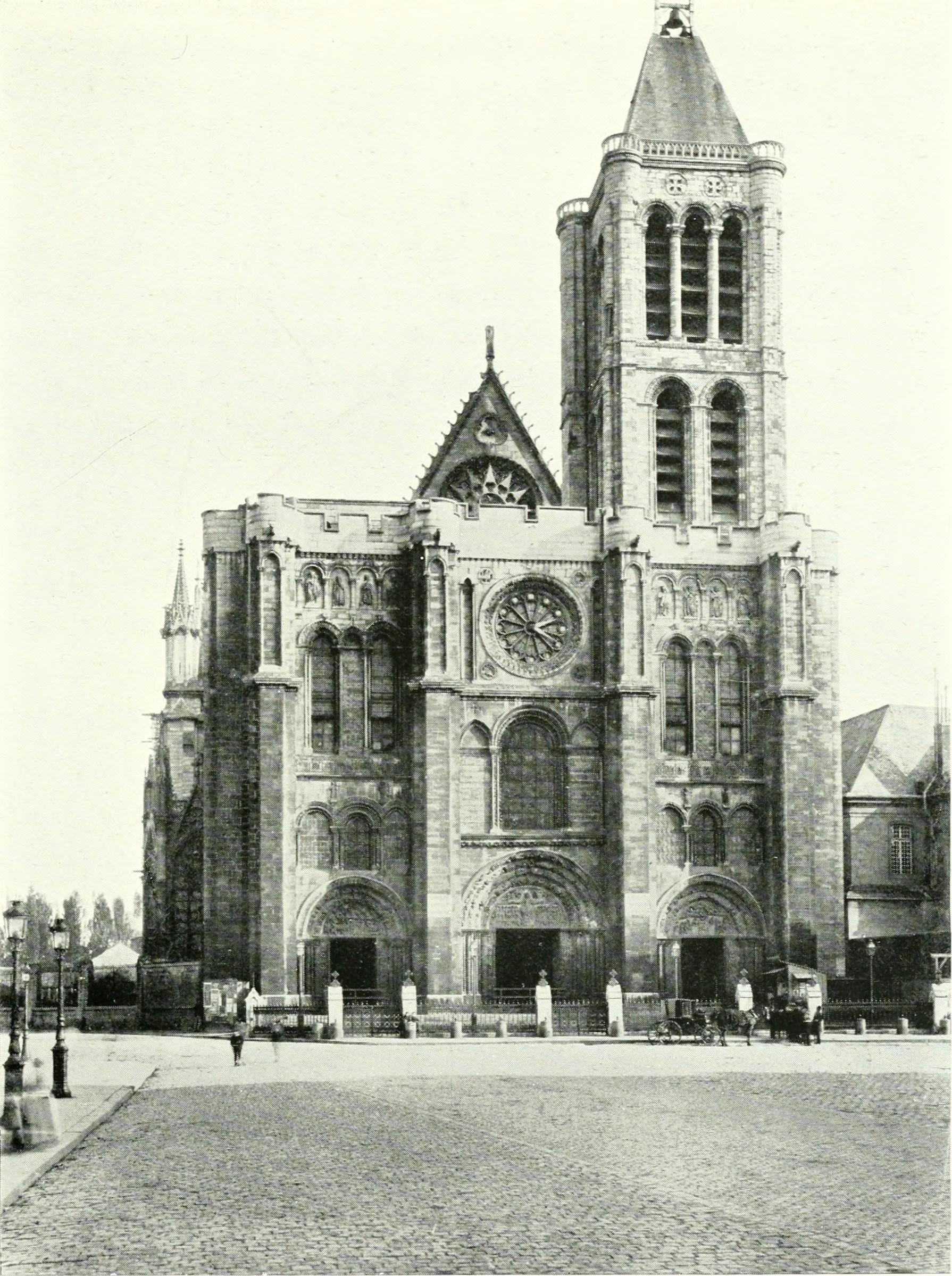
Le parvis en 1913.

Des fouilles archéologiques y ont été réalisées, notamment en 2007 lors de la rénovation du quartier. Depuis le Moyen-Âge, le sol s'y est au fil du temps relevé de soixante centimètres.
On sait que du temps du roi Clovis II, il s'y déroulait la foire de la Saint-Denis puis, à partir de 1053, la foire du Lendit, jusqu'en 1124.
Au XIIe siècle, elle est explicitement mentionnée par Suger, et s'appelait place Panetière, car c'est là où on vendait le pain ; il la décrit comme un lieu que "de toute antiquité on appelle Panetière, parce qu’on y trouve de tout à vendre et à acheter,.
Elle prit au XVIIIe siècle le nom de « place d'Armes ». Il s'y trouvait la « Maison de Ville », où le Corps de Ville tenait ses assemblées et gardait ses archives.
Le 10 juin 1792, un arbre de la liberté y fut érigé à la place d'une vieille croix de pierre.
À la fin des années 2010 s'y trouvaient encore des îlots d'habitat insalubre.
Le sud de la place abrite depuis le 23 mai 2013 un monument en mémoires des esclaves conçu par l'artiste Nicolas Cesbron : d'une sphère symbolisant des barreaux percent 213 médaillons émaillés (en référence aux 213 années de l'esclavage colonial aux Antilles, en vigueur de 1635 à 1848) soudés à l’ensemble par Mimo et réalisés par Françoise-Bonthe Diallo portant chacun le nom attribué à un ancien esclave au moment de la seconde abolition.
L'inauguration se déroule en présence Victorin Lurel, ministre des Outre-mer. En 2024, le monument est déplacé sur un lieu proche, la place Robert-de-Cotte.

## Bâtiments remarquables et lieux de mémoire
- Basilique Saint-Denis.
- Hôtel de ville de Saint-Denis[12].